# Lignages urbains
Pour les articles homonymes, voir Lignages.

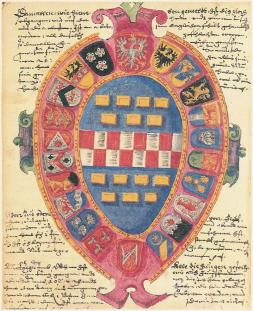
Allemagne: rosace des Nobles Lignages d'Alten Limpurg de Francfort, 1608.

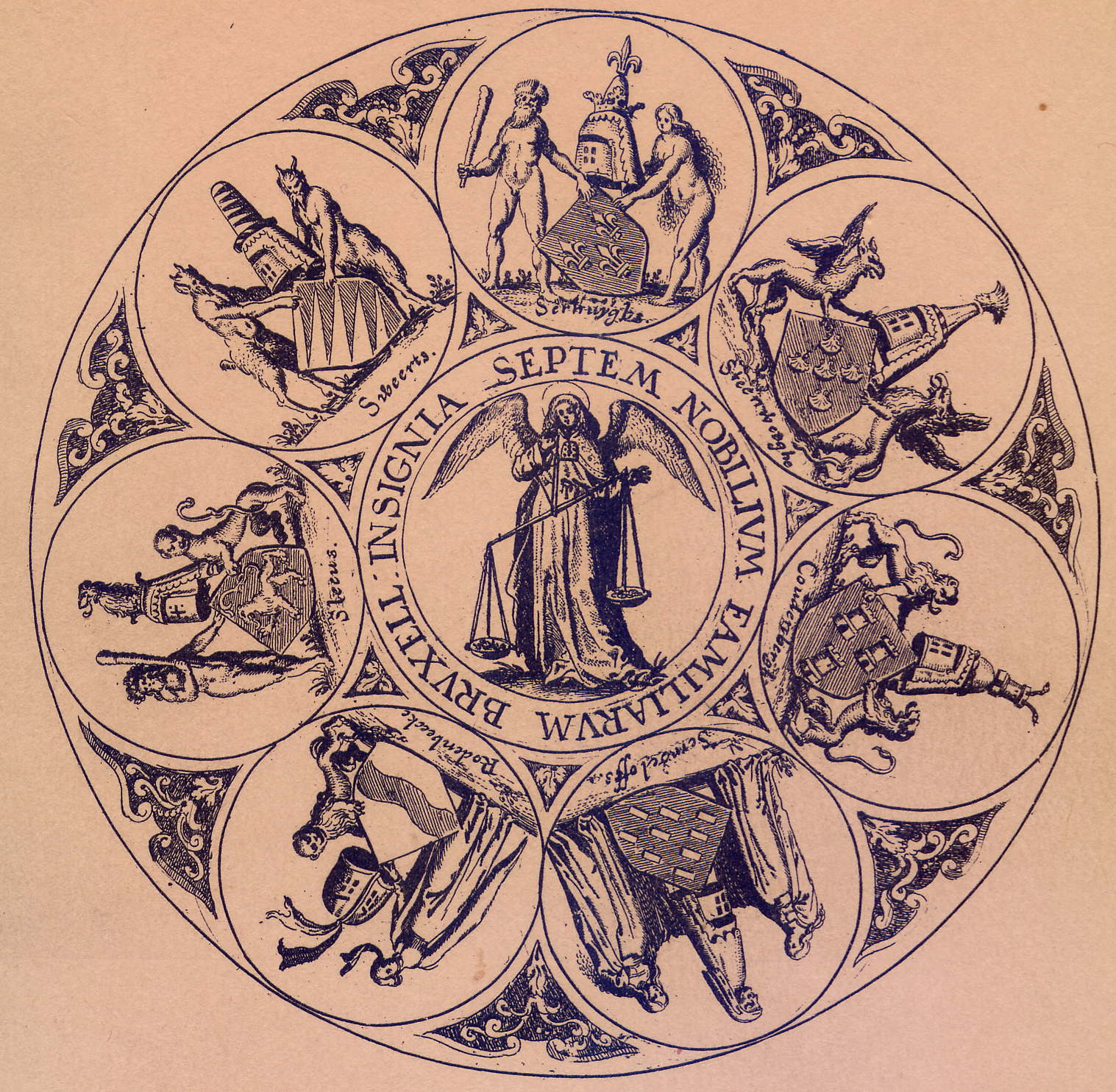
Belgique: rosace des Sept Lignages de Bruxelles

Les Lignages urbains, désignent les groupes familiaux de structure clanique qui dans de nombreuses villes européennes, ou appartenant à d'autres aires culturelles, avaient acquis soit du souverain, soit en vertu d'une loi municipale, soit de fait, le pouvoir au sein de l'administration de la cité.
Ce phénomène intéresse les historiens et les sociologues qui s'occupent d'histoire urbaine.

## Liste d'organisations lignagères urbaines

### Allemagne
- Francfort : Lignages d'Alten Limpurg de Francfort
- Cologne : Les XV lignages de Cologne[1], cités dès 1263 et qui selon la légende[2] auraient été importés à Cologne par l'empereur Trajan lui-même. Les quinze lignages avaient comme nom[3]: Overstolz, Swertsgyn, Von Horne, Quatemart, von der Adocht, Spiegelt, Von Rodenberch, Aromdysbergh, Jeuden, Hardevyst, Lieskyrches, Von Ghyre, Von brine, Birchelin, von Hyrstelyn, von Overstoltz dits von Efferem Cleyngedanck.
- Münster, les Erbmänner.

### Belgique
- Bruxelles : Les sept Lignages de Bruxelles.
- Hoegaarden : les V lignages de Hoegaarden, système clanique de fondation tardive (1741) et fonctionnant dans la ville de Hoegaarden. Les membres actuels réunis dans la Confrérie des V Lignages de Hoegaarden publient la revue[4] Familieschoon.
- Léau : les Lignages de Léau. Aux origines, le bourgmestre était choisi parmi les membres des familles lignagères par le duc de Brabant, qui délégua ensuite le conseil de Brabant à cette fin. De même, les échevins, ceux-ci au nombre de sept, étaient, à la Saint-Jean, également choisis dans les familles lignagères. L’administration de la ville et la juridiction tant civile que pénale leur appartenaient. Les jurés au nombre de quatre puis six, qui agissaient dans certaines matières avec les échevins, étaient pareillement choisis par les habitants de la ville parmi les lignagers. Ce serait à la suite de troubles que le duc accorda, par une charte du 7 mai 1307, que les échevins soient dorénavant choisis par la commune, et non plus par lui, au sein des Lignagers. Une lettre de Marie de Bourgogne du 12 juillet 1477 prévoit encore que deux bourgmestres seront élus dont l’un appartiendrait aux familles lignagères et l’autre aux métiers et au serment des archers. Ce système fut maintenu jusqu’à la fin de l’Ancien Régime. Lorsque Jean-Baptiste Gramaye (1579-1635) écrivit son opuscule Leonia (vers 1606) réuni en 1610 avec ses autres monographies urbaines dans les Antiquitates illustrissimi Ducatus Brabantiae[5], il nous apprend qu'il y avait jadis vingt Lignages ou "Tribus Patriciennes" (Tribus Patriciae)[6] parmi lesquelles il y avait encore les Liefkenrode, les d’Argenteau, et les de Halle. L'archiviste Charles Piot y ajoute les noms de familles lignagères mentionnées dans des actes aux XIIIe, XIVe et XVe siècles : Gheymar, Tollere, de Dormael, de Wildere ou Wilre, Swerts, de Coclen, Maersalc, Houseem dits van den Steene, Meydoogen, de Groote, Scotte, Sceversteyne, Otte, Rykman, de Steindale, de Heilberch, Goedsackere, ainsi que les familles des Sabels, Vilters, Wageman et Kerkhoven, ces quatre dernières familles étant, suivant Gramaye, des familles nobles[7].
- Louvain : Les sept Lignages de Louvain[8], aux origines légendaires[9], et qui avaient pour nom : Uten Lieminge, van den Calstre, van Redingen, van den Steene, Verrusalem, Gielis et van Rode. Aux origines, l'administration de la ville de Louvain appartenait exclusivement aux sept Lignages. À partir de 1378 et jusqu'à la fin de l’Ancien Régime, les Lignages fournirent la majorité des échevins. Dès cette date, le duc Wenceslas, après la révolte dirigée par Pierre Coutereel, a modifié la constitution de la ville de Louvain en faisant désormais participer les bourgeois non lignagers au pouvoir. Les échevins étaient nommés par le duc parmi les lignages, les bourgeois fortunés et les chefs des métiers, avec une proportion de quatre mandats aux lignages et trois aux bourgeois. Le conseil des jurés (gesworene) était composé de onze bourgeois lignagers et dix bourgeois non lignagers[10]. Ce régime perdura jusqu'à la fin de l'Ancien Régime. Les membres des Lignages étaient nommés les Hommes de Saint Pierre des sept familles nobles de la chef ville de Louvain. Les noms de ces membres des Lignages de Louvain figurent dans l'ouvrage de Divaeus sur Louvain[11].
- Malines : Les Lignages de Malines dont l'organisation, encore mal connue, est mentionnée dans la Coutume de Malines[12] qui précise qu'il y a deux communes-maîtres et douze échevins, dont six des lignages et six des métiers[13].

### Espagne

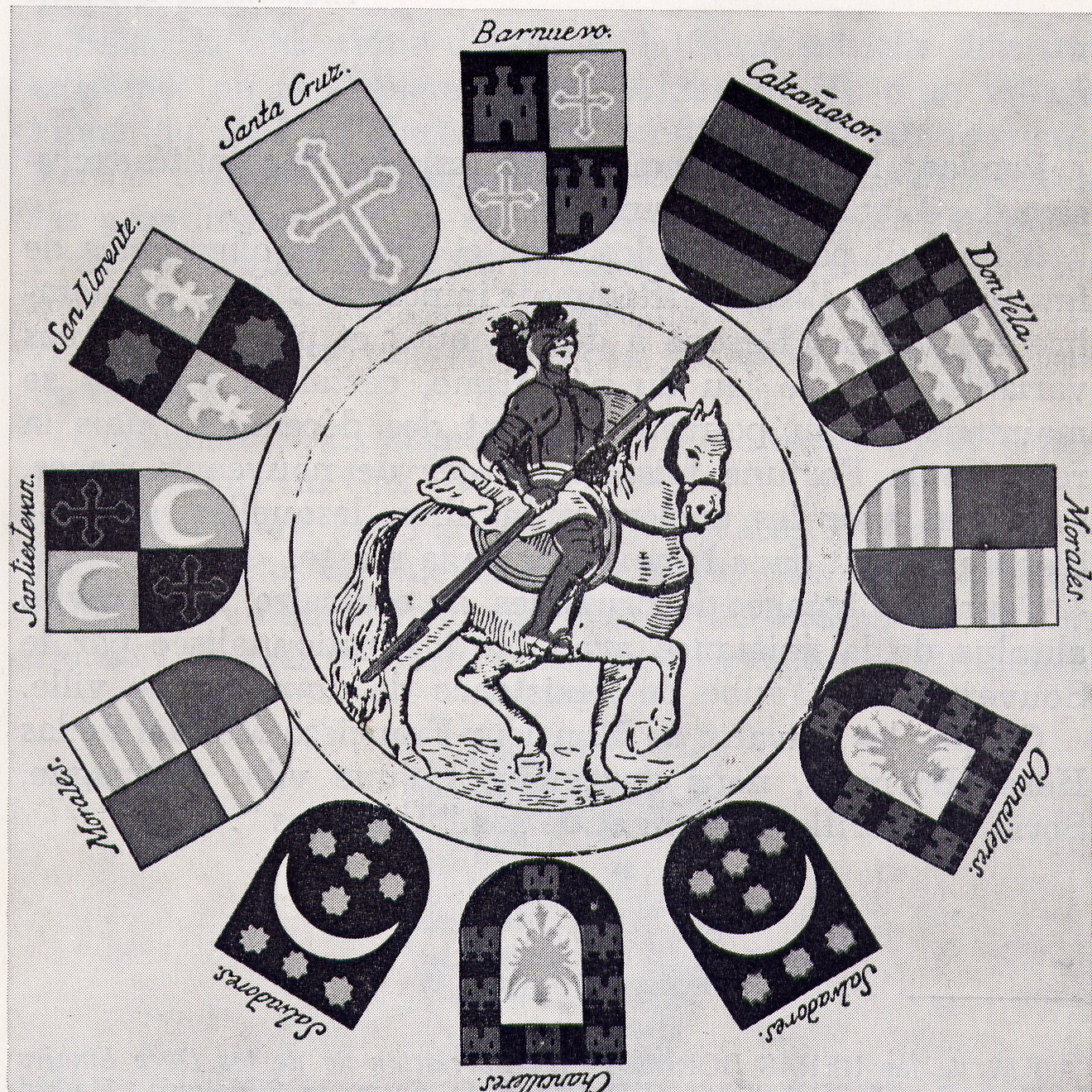
Espagne: rosace avec les blasons des douze Lignages de Soria

- Soria : Les douze Lignages de Soria.

### France

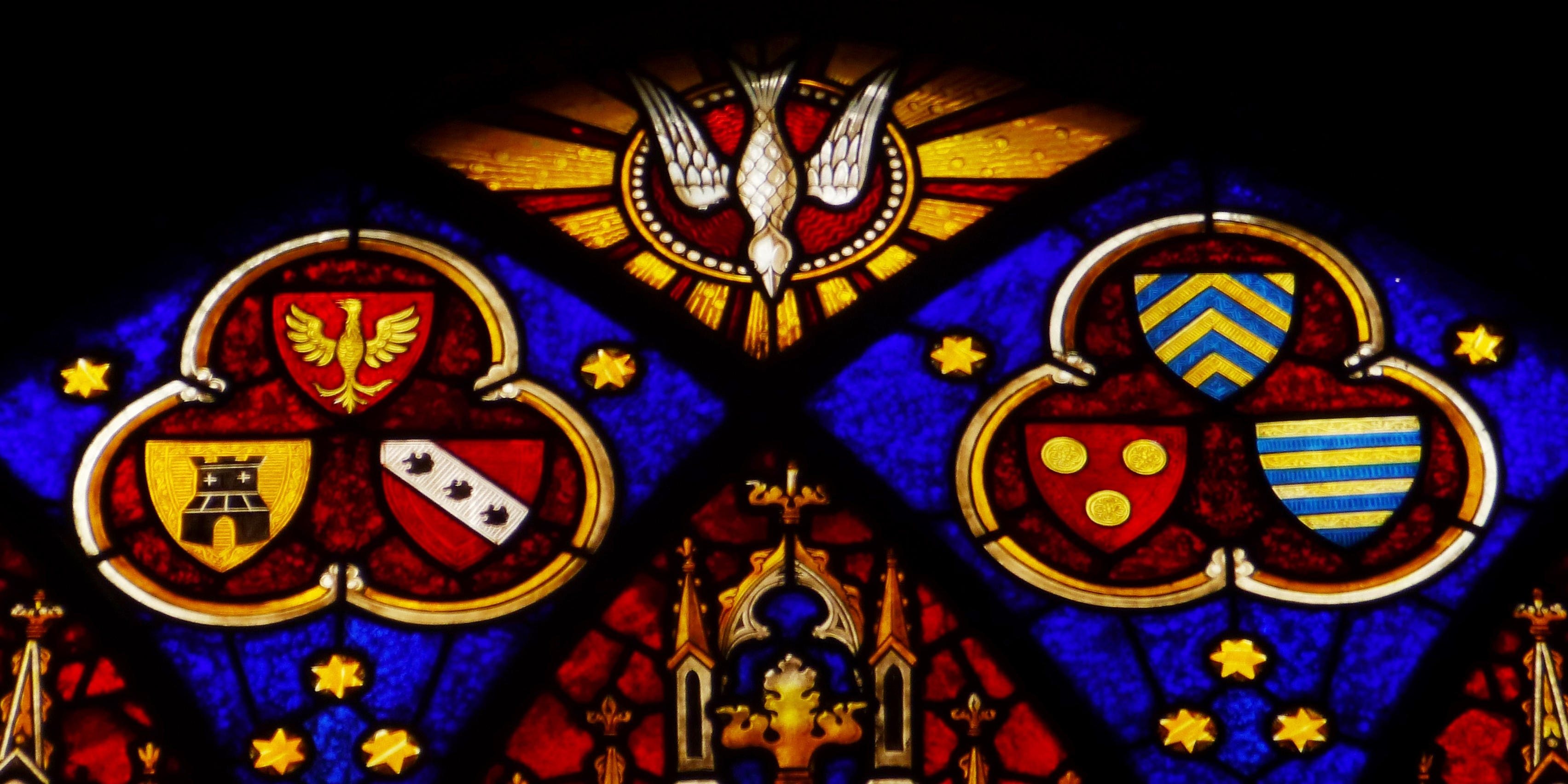
France: Blasons des Paraiges de Metz au sein d'un vitrail.

- Metz : Les cinq Paraiges de Metz, qui selon la légende auraient été fondés par Métius, lieutenant de Jules César. Mis-à part pour le paraige du Commun[14], ils étaient répartis entre les différents quartiers de la ville qui déterminaient leur nom, à savoir : de Porte-Moselle, de Jurue, de Saint-Martin, de Porte-Sailly, et d’Outre-Seille. Le plus ancien acte faisant mention des paraiges date de l'année 1248. Il y est dit que le conseil de la cité sera désormais composé de vingt personnes tirées de chacun des cinq paraiges, et de quarante tirées du paraige du commun, ce qui fait en tout cent quarante personnes[15].
- Périgueux : Nobles citoyens de Périgueux
- Toul : Les Lignages de Toul.
- Verdun : Les trois Estendes de Verdun.

### Irlande
- Galway : Les quatorze Tribus de Galway.

### Italie
- Gênes : Les Six Compagnies, groupant les familles patriciennes à Gênes, citées dès le XIIe siècle. Elles seront ensuite au nombre de sept puis de huit.

### Suisse
- Bâle : Daig